# Radio Spes
Radio Spes is een lokale Nederlandstalige Brusselse radiozender die uitzendt op 105.0 FM.
De zender wil naar eigen zeggen "boodschappen van hoop en vreugde" verspreiden, en laat zich inspireren door het katholieke geloof. Spes is de Latijnse benaming voor "hoop".
De zender werd op 27 maart 1987 opgericht door E.H. Frans Dircken en Lina Van Obergen. Na hem was E. H. Herman Cosijns (later secretaris van de Belgische bisschoppenconferentie) voorzitter van de raad van beheer en vanaf 1 september 2006 was E.H. Luk Van den Broeck directeur. Tony Frison, priester en adjunct van hulpbisschop Jean Kockerols, was voorzitter van de Raad van Bestuur van de vzw.
Vanaf 2010 telde de radio een vijftigtal vrijwillige medewerkers. De leiding bestaat uit:
- Wim Corbeel, programmamanager en directeur van de radio,
- Rita De Maeght programma-assistente.

Radio Spes maakt gebruik van de antenne die op de koepel van de Nationale Basiliek van het Heilig Hart in Koekelberg prijkt. Via de website is deze radio een tijdlang wereldwijd te beluisteren geweest.
De radio werkt zonder reclame en valt voor het grootste deel terug op steun van sympathisanten. 

## Enkele programma's
- Heilige van de dag, om 7 h
- Morgenwijding, om 9 h
- Middagpauze, om 12 h
- Avondwijding, om 21 h